# Túnel de Morlans

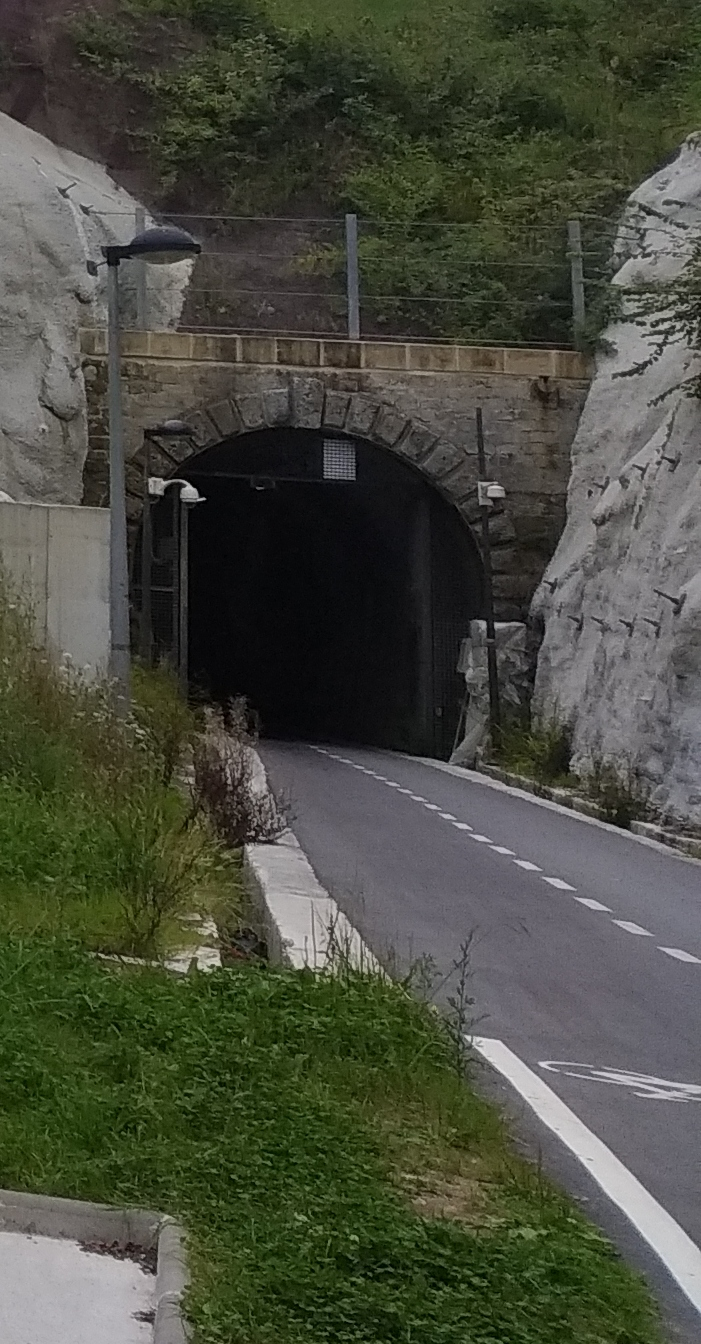
Túnel de Morlans

El túnel de Morlans es un túnel en la ciudad de San Sebastián, antiguamente usado por el tren y desde 2009 habilitado para el paso de bicicletas. Une los barrios de Ibaeta-Antiguo (junto a la Estación de Lugaritz) y Morlans-Amara Nuevo.
El túnel se abrió al paso de bicicletas en agosto de 2009. Hasta 2005, pertenecía a la línea ferroviaria Bilbao-San Sebastián, gestionada por Euskotren. Tiene una longitud de galería de 840 metros, no permite el paso peatonal y permanece cerrado de 23 h a 7 h. La adecuación tuvo un coste de 2,6 millones de euros.